# THQ
THQ Inc. fou una empresa de creació i distribució de videojocs per a les videoconsoles més populars, portàtils, ordinadors personals i sistemes sense fil. THQ agafava els gèneres d'entreteniment més importants, incloent-hi acció, aventura, curses, lluita, d'acció en primera persona, trencaclosques, rol, simulació, d'esports, i d'estratègia. THQ es va liquidar després de la fallida i repartir les seves franquícies entre vàries companyies, una d'elles es quedaria la marca i canviaria el seu propi nom a THQ Nordic.
La companyia va fer videojocs per les noves consoles, incloent-hi el Frontlines: Fuel of War, Saints Row, Destroy All Humans!®, Company of Heroes i Stuntman®. Les majors franquícies inclogueren jocs basats en llicències que té THQ amb WWE®, Disney/Pixar i Nickelodeon. A més a més, la companyia té dret de les Bratz de MGA Entertainment i Warhammer® 40,000 de Games Workshop.
THQ tenia un gran nombre d'estudis que treballen a un gran grau d'independència entre elles.

## Estudis
- Blue Tongue Entertainment
- Concrete Games
- Cranky Pants Games
- Heavy Iron Studios
- Helixe Games
- Incinerator Studios
- Juice Games
- Kaos Studios
- Locomotive Games
- Mass Media
- Paradigm Entertainment
- Rainbow Studios
- Relic Entertainment
- THQ Studio Australia
- Vigil Games
- Volition, Inc.

### Desenvolupadors subsidiaris de THQ
- Blitz Games
- Game Workshop
- Gas Powered Games
- SimBin Development Team AB
- Team17
- Slingdot
- ValuSoft
- THQ Wireless

## Videojocs creats
- The Adventures of Jimmy Neutron Boy Genius: Jet Fusion
- Alter Echo
- Alex Rider: Stormbreaker
- Aidyn Chronicles: The First Mage
- Avatar: The Last Airbender (videojoc)
- Banjo Pilot
- Banjo-Kazooie: Grunty's Revenge
- Barnyard
- Big Mutha Truckers
- Big Mutha Truckers 2
- Blaze and Blade: Eternal Quest
- Bob the Builder: Fix it Fun!
- Bratz Babyz
- Bratz: Forever Diamondz
- Bratz: Rock Angelz
- Broken Sword: The Shadow of the Templars
- Broken Sword II: The Smoking Mirror
- Broken Sword: The Sleeping Dragon
- Broken Sword: The Angel of Death
- Cars
- Company of Heroes
- Constantine
- Danny Phantom: The Ultimate Enemy
- Danny Phantom: Urban Jungle
- Destroy All Humans!
- Destroy All Humans! 2
- Disney Princess
- Drake & Josh
- everGirl
- Evil Dead: Regeneration
- The Fairly OddParents
- The Fairly OddParents: Breakin' Da Rules
- The Fairly OddParents: Clash with the Anti-World
- The Fairly OddParents: Enter the Cleft
- The Fairly OddParents: Shadow Showdown
- FreeSpace
- FreeSpace 2
- Finding Nemo
- Finding Nemo: Nemo's Underwater World of Fun
- Finding Nemo: The Continuing Adventure
- Games Explosion
- The Incredibles
- The Incredibles: Rise of the Underminer
- The Incredibles: When Danger Calls
- Jimmy Neutron: Boy Genius
- Jimmy Neutron: Attack of the Twonkies
- Juiced
- Juiced: Eliminator
- MX 2002
- MX Superfly
- MX vs. ATV On the Edge
- MX vs. ATV Unleashed
- Monster House
- Monster Inc.
- MotoGP '06
- MotoGP URT 3
- NHRA Championship Drag Racing
- Nicktoons: Battle for Volcano Island
- Nicktoons Unite!
- The Outfit
- Paws & Claws Pet Resort
- Paws & Claws Pet Vet
- The Polar Express
- Power Rangers: Dino Thunder
- Power Rangers: Ninja Storm
- Power Rangers: Space Patrol Delta
- Power Rangers: Time Force
- The Punisher
- Red Faction
- Red Faction II
- Road Rash 64
- Rugrats All Growed Up
- Sabre Wulf
- Saints Row
- Scooby-Doo! and the Cyber Chase
- Scooby-Doo! Mystery Mayhem
- Scooby-Doo! Night of 100 Frights
- Scooby-Doo! Two: Monsters Unleashed
- Scooby-Doo! Unleashed
- Scooby-Doo! Unmasked
- Scooby-Doo! Who's Watching Who?
- Sonic Advance
- Sonic Advance 2
- Sonic Advance 3
- Sonic Battle
- Sonic Pinball Party
- The Sopranos: Road to Respect
- Spirit: Stallion of the Cimarron
- SpongeBob SquarePants: Battle for Bikini Bottom
- SpongeBob SquarePants: Creature from the Krusty Krab
- SpongeBob SquarePants: Employee of the Month
- The SpongeBob SquarePants Movie
- SpongeBob SquarePants: Lights, Camera, PANTS!
- SpongeBob SquarePants: Revenge of the Flying Dutchman
- SpongeBob SquarePants: Supersponge
- SpongeBob SquarePants: The Yellow Avenger
- Spring Cars Road to Knoxville
- Star Wars: Attack of the Clones
- Star Wars: Flight of the Falcon
- Summoner (videojoc)
- Summoner 2
- Supreme Commander
- Tak and the Power of Juju
- Tak 2: The Staff of Dreams
- Tak 3: The Great Juju Challenge
- Tetris Elements
- Tetris Worlds
- Titan Quest
- Titan Quest: Immortal Throne
- Unfabulous
- Warhammer 40,000: Dawn of War
- Warhammer 40,000: Dawn of War: Winter Assault
- Warhammer 40,000: Dawn of War: Dark Crusade
- Worms: Open Warfare
- WCW Nitro
- WCW/nWo Revenge
- WCW Thunder
- WCW vs. nWo: World Tour
- WCW vs. The World
- WWE Crush Hour
- WWE Day of Reckoning
- WWE Day of Reckoning 2
- WWE Raw
- WWE RAW 2
- WWE SmackDown! Shut Your Mouth
- WWE SmackDown! Here Comes The Pain
- WWE SmackDown! vs. RAW
- WWE SmackDown! vs. RAW 2006
- WWE SmackDown! vs. RAW 2007
- WWE WrestleMania X8
- WWE WrestleMania XIX
- WWE WrestleMania 21
- WWF No Mercy
- WWF SmackDown!
- WWF SmackDown! 2: Know Your Role
- WWF SmackDown! Just Bring It
- WWF WrestleMania 2000
- Zoey 101
- Zoo Tycoon DS

## Propers videojocs
- Conan
- Frontlines: Fuel of War
- GTR - FIA GT Racing Game (Xbox 360)
- Juiced 2: Hot Import Nights
- Moto GP 2007
- Ratatouille
- S.T.A.L.K.E.R.: Shadow of Chernobyl
- Stuntman: Ignition
- TETRIS Evolution
- Warhammer 40k MMO